# 1966 في غواتيمالا
فيما يلي قوائم الأحداث التي وقعت خلال عام 1966 في غواتيمالا.

## سياسة

### انتهاء فترة المنصب
- 1 يوليو – انريكي بيرالتا إيزورديا رئيس غواتيمالا [الإنجليزية]‏.

## مواليد

### أبريل
- 19 أبريل – فرناندو كاريرا سياسي غواتيمالي.

### أغسطس
- 2 أغسطس – ماريا دولورس مولينا درّاجة طريق غواتيمالية.

### ديسمبر
- 9 ديسمبر – خوليو روداس لاعب كرة قدم غواتيمالي.

## وفيات

### مارس
- 6 مارس – فيكتور مانويل غوتيريز (مواليد 1922)